# Alex Hannum
Pour les articles homonymes, voir Alexander Murray et Murray.
Alexander Murray Hannum (19 juillet 1923, Los Angeles - 18 janvier 2002, San Diego) était un joueur et un entraîneur professionnel de basket.

## Biographie
Si sa carrière de joueur en NBA ne lui attire pas une réputation hors-norme, il est l'un des deux entraîneurs à avoir gagné un titre en NBA (1958, 1967) et en ABA (1969), l'autre étant Bill Sharman. Il est élu entraîneur de l'année en NBA en 1964, et en 1969 en ABA.
Il amène les 76ers de Philadelphie au titre en 1967, avec Wilt Chamberlain dans son équipe, mettant un terme aux huit victoires d'affilée des Celtics de Boston neuf ans après avoir amené les Hawks de Saint-Louis au titre en 1958.